# Caroline de Kergariou
Caroline de Kergariou, née le 12 janvier 1959 au Bourg-Blanc (Finistère) et morte le 3 août 2019 à Paris, est une autrice, artiste et metteuse en scène française, lauréate du Prix Radio SACD 2015.

## Biographie
Mathématicienne de formation, elle obtient sa maîtrise à l'université de Bretagne occidentale à Brest avant de rejoindre l'université Pierre-et-Marie-Curie, où elle étudie la théorie des graphes avec Claude Berge et les matroïdes avec Michel Las Vergnas.
Critique de rock durant les années punk pour les magazines Rock 'n' roll musique, Music Scene, Rock Hebdo et Rock en Stock, elle devient scénariste pour la télévision à l'instigation de la chanteuse et auteure québécoise Chantal Renaud. Membre fondatrice de l’Union des Scénaristes (aujourd'hui Guilde française des scénaristes), elle en devient vice-présidente en 1995-1996[réf. nécessaire].
À partir de 2006, elle écrit principalement pour la radio et participe régulièrement aux émissions Au Fil de l'Histoire et Nuits noires, nuits blanches, devenue Nuits noires en 2011, produites par Patrick Liegibel pour France Inter. Sa comédie radiophonique Inconsolable obtient une bourse Beaumarchais en 2009. La même année, La Bataille de Brest représente France Inter au festival de radio de Brest Longueur d'Ondes.
De 2009 à 2012, elle siège à la commission du droit de communication de la société des auteurs et compositeurs dramatiques (SACD). Elle en assume la présidence de 2010 à 2012.
En 2010, elle aborde le théâtre et la mise en scène avec la pièce La Cave, confrontation entre deux adolescentes retenues prisonnières dans une cave obscure. La pièce sera jouée dans le noir au Théâtre du Nord Ouest avec Macha Kouznetsova, Kenza Berrada, Juliette de Sansal, Eric Noirmain et la voix de Hervé Furic.
Sa pièce Le Docteur Einstein n’est pas tout à fait politiquement correct, sur l'engagement politique d'Einstein et la persécution dont il fit l'objet de la part du FBI, sélectionnée par les Écrivains associés du théâtre (EAT), a fait l'objet d'une lecture au Palais de la découverte dans le cadre de la fête de la Science 2011 avec les comédiens Elie Pressmann, Bruno Allain, Gérard Levoyer, Henri Gruvman et Eric Rouquette.
En mars 2013, le comédien Eliezer Mellul donne au Théâtre du Nord-Ouest une lecture de quatre de ses textes : Elle, une nouvelle parue en 2000 dans le numéro 6 de la revue Rue Saint-Ambroise, Final Cut, parue en 2010 dans le numéro 7 de la revue brestoise de poésie Littérales, Masque, et Ad Vitam Æternam. En mai 2013, Eliezer Mellul met en lecture son texte Vioque, qui avait fait l'objet d'une adaptation pour Nuits noires, nuits blanches en 2010.
En octobre 2013, sa pièce Évariste Galois, des maths au mythe fait l'objet d'une lecture au Palais de la découverte dans le cadre de la Fête de la Science 2013 avec les comédiens Michèle Albo, Nicolas Arnstam, Michèle Laurence, Didier Gauroy, Jean-Luc Paliès, Virginie Paoli et Eric Rouquette.
En décembre 2013, à Lille et à Paris, ont lieu des lectures du texte Nouvel Entretien très indiscret d'un philosophe avec la maréchale de ***, un prolongement humoristique à l'époque contemporaine du texte de Diderot, Entretien d'un philosophe avec la maréchale de ***, qu'elle a écrit pour le recueil Diderot pour tout savoir, paru en septembre 2013 aux éditions Les Cahiers de l'Égaré.
En mars 2014, dans le cadre de l'Earth Hour, le metteur en scène belge Vincent Delré remonte La Cave avec Pauline Pironet, Salomé Leroy et les participations de Philippe Lobet et Frédéric Delfosse, journaliste à RTL TVI. Cette unique représentation a lieu au Centre Culturel d'Engis, à Hermalle-sous-Huy, dans la région même d'où sont originaires Julie et Melissa, les petites victimes de Marc Dutroux dont le calvaire est pour partie à l'origine de la pièce. La pièce fait l'objet de nouvelles représentations au même endroit en octobre 2014 puis au Centre Culturel de Hannut en mars 2015, toujours dans le cadre de l'Earth Hour.
Reléguée depuis 2011 en pleine nuit, l'émission Au Fil de l'Histoire est définitivement supprimée à la rentrée 2014 par la nouvelle directrice de France Inter, Laurence Bloch. Une fiction du même genre mais consacrée à l'histoire récente, également produite par Patrick Liegibel, est désormais intégrée à l'émission Affaires sensibles. Caroline de Kergariou y participe également. Sa première contribution, diffusée le 19 septembre 2014, porte sur l'expérience de survie en mer d'Alain Bombard, Alain Bombard, le jeune homme et la mer.
En octobre de la même année, le texte de La Cave paraît à L'Œil du Prince, une des collections de la maison d'édition Librairie Théâtrale.
Le 15 juin 2015, Caroline de Kergariou reçoit des mains de Sophie Loubière le Prix SACD Radio pour l'ensemble de son œuvre de fiction radiophonique.
En juin 2017 son livre No Future une histoire du punk sort aux éditions Perrin. Cette analyse du mouvement punk porte sur les quarante-cinq dernières années et en explore les extensions sur toute la planète.
Elle décède le 3 août 2019 à Paris,.

## Bilan radio

### Collaborations sur France Inter
- Nuits noires, nuits blanches
  - 2006 : Tous aux abris ! avec Danièle Lebrun, Gérard Lartigau, Hervé Furic
  - 2006 : Home, Sweet Home avec Nicolas Vaude, Hervé Furic, Josiane Lévêque
  - 2007 : Naufrage sur un rond-point anglais avec Olivier Peigné
  - 2007 : La Cave avec Macha Kouznetsova
  - 2008 : Une bonne Hygiène de vie avec Raphaëline Goupilleau, Jean-Pierre Bouvier
  - 2008 : Petites Vacances à la neige avec André Falcon, Nadia Barentin
  - 2009 : On l'appelait Pitbull avec Yves Pignot, Évelyne Guimmara, Anne Jacquemin
  - 2009 : Inconsolable (bourse Beaumarchais 2009) avec Jean-Yves Berteloot, Julie Debazac
  - 2010 : Expatriés[14] avec Delphine Rich
  - 2010 : Vioque avec Liliane Rovère
  - 2011 : La Soirée du mort vivant
  - 2011 : Bienvenue à l'âge de pierre
- Nuits noires
  - 2011 : Un amour de vieille tante avec Marie-Pierre Casey
  - 2011 : Sur la Route
  - 2011 : Le Hangar avec Albert Delpy
  - 2012 : Le Cycliste est bon pour la planète[15]
  - 2013 : Breaking news[16]
  - 2013 : Un héros national avec Robinson Stévenin, Olivier Broche, Laurent Lederer[17]
  - 2014 : Ad Vitam aeternam
  - 2015 : Final Cut[18]
- Au fil de l'Histoire
  - 2006 : L’Expérience des Sablons avec Claire Vernet, Jean Lescot, Jean-Luc Porraz
  - 2007 : Le Docteur Einstein n’est pas tout à fait politiquement correct avec André Oumansky, Evelyne Guimarra
  - 2007 : La Lettre à Eugénie avec Annick Alane, Fernand Guiot, Martine Sarcey, Hervé Furic, André Oumansky
  - 2007 : Louis XVI ou le divin droit de réformer[19], avec Guillaume Marquet, Jean-François Perrier, Jean-Yves Berteloot, Valérie Karsenti
  - 2008 : Semmelweis ou les Médecins aux mains sales[20] avec Arnaud Bedouët, André Oumansky, Laurent Lederer, Fernand Guiot
  - 2008 : Évariste Galois, des Maths au mythe[21] avec Benjamin Belcourt, Evelyne Guimmara
  - 2008 : Le Roman d’une Duchesse : Claire de Duras[22] avec Maxime Leroux, Frédérique Tirmont, Macha Kouznetsova, Guillaume de Tonquédec
  - 2008 : Milo,1820 : une déesse ressuscite[23] avec Olivier Peigné, Laurent Lederer
  - 2009 : Le Scandale de l’homme antédiluvien[24] avec Philippe Laudenbach
  - 2009 : L’Affaire La Barre ou le Procès de l'injuste justice[25] avec Guillaume Marquet
  - 2009 : Las Cases, l'émigré perpétuel[26] avec Delphine Rich, Raphaëline Goupilleau
  - 2009 : La Bataille de Brest[27],[28](carte blanche à la SACD au festival Longueur d'Ondes 2009) avec Hervé Furic
  - 2010 : La Légende d'Henri III, une intox réussie[29] avec Guillaume Marquet
  - 2010 : Florence Nightingale, Hygiéniste, Statisticienne et néanmoins Lady [30], avec Anne Jacquemin, Laurence Blasco, Maud Rayer, Alain Rimoux, Francine Bergé, Jean-Christophe Lebert
  - 2010 : Un Touriste en Bretagne : Gustave Flaubert[31], avec Pierre-Jean Pagès, Adrien Melin, Hervé Furic, Caroline de Kergariou
  - 2011 : Adjudant Travers de la Légion Étrangère, Prénom : Susan[32]
  - 2011 : Plogoff, un David breton face au Goliath parisien[33],[34], avec Jean-Paul Farré et Emilie Blon-Metzinger
  - 2012 : Fichage des officiers, un scandale méconnu de la Troisième République[35],[36]
  - 2012 : La Loi Neuwirth, un accouchement difficile[37]
  - 2012 : Révolution dans les sixties : la minijupe[38] avec Delphine Rich, India Hair, Juliette Roudet
  - 2013 : L'Affaire Lyssenko ou l'intelligentsia parisienne en délire[39] avec Miglen Mirtchev, André Oumanski, Arnaud Bedouët, Vincent Grass, Juliette Roudet, Jean-Paul Solal
  - 2013 : 1904, le Tour de la honte[40]
  - 2014 : Marie Curie, Nobel et gourgandine avec Raphaëline Goupilleau, Arnaud Bedouët
- Affaires sensibles
  - 2014 : Alain Bombard, le jeune homme et la mer[41]
  - 2015 : Il faut tuer Aldo Moro[42]
  - 2015 : Nicolas de Staël, l'amour absolu du vide
  - 2017 : Le Juge, la putain et le légionnaire
  - 2017 : Petite menteuse et grands gentils loups
- Autant en emporte l'Histoire
  - 2017 : Entretiens très secrets de Diderot avec un lieutenant de police
  - 2017 : Louis XIII,15 ans, prend le pouvoir

### Collaborations sur France Bleu
- 2007 : Un Matin, cet été-là avec Vincent Grass
- 2007 : Nos chers Disparus avec Vincent Grass
- 2007 : Un Tueur au grand Cœur avec Vincent Grass
- 2007 : Soir de carnaval avec Vincent Grass
- 2008 : Jour de chance avec Vincent Grass

## Télévision
- 1992 : Beaumanoir (série télé)
- 1993 : Beaumanoir (série télé)
- 1995 : Seconde B (sitcom)
- 1996 : C'est cool (sitcom)
- 1997 : Sous le soleil (série télé)
- 1998 : Ça commence à bien faire (téléfilm) en collaboration avec Joël Houssin, avec Maria Pacôme, Julien Guiomar, Zinedine Soualem[43]
- 2002 : Un Gars, une Fille (série télé)
- 2003 : Louis et la Figurine d'argile (épisode de la série Louis la Brocante), en collaboration avec Daniel Tonachella, avec Victor Lanoux, Laure Killing[44]
- 2006 : Préjudices (série télé)
- 2006 : Ouf le prof ! (série télé)
- 2014/2017 : Petits secrets entre voisins (série télé)
- 2016 : Petits secrets en famille (série télé)

## Théâtre
- 2010 : La Cave[45],[46],[47] au Théâtre du Nord Ouest, Paris
- 2011 : Le Docteur Einstein n'est pas tout à fait politiquement correct[48] au Palais de la découverte, Paris
- 2013 : Elle/Final Cut au Théâtre du Nord Ouest, Paris
- 2013 : Vioque au Théâtre du Nord Ouest, Paris
- 2013 : Evariste Galois, des Maths au mythe au Palais de la découverte, Paris
- 2013 : Nouvel Entretien très indiscret d'un philosophe avec la maréchale de ***, Maison des auteurs, SACD, Paris
- 2013 : Nouvel Entretien très indiscret d'un philosophe avec la maréchale de ***, librairie Dialogues Théâtre, Lille
- 2014 : La Cave au Centre Culturel d'Engis, Belgique
- 2014 : Le Théorème des quatre couleurs au Théâtre du Nord Ouest
- 2016 : Ad vitam aeternam et Final Cut, Hôtel Normandy, Paris
- 2015 : La Cave au Centre Culturel de Hannut, Belgique
- 2015 : La Cave à Arnouville
- 2015 : Nos chers Disparus dans Les Petites Formes en grande Forme[49], théâtre La Petite Loge, Paris
- 2016 : Ad vitam aeternam dans Les Petites Formes en grande Forme, théâtre de Nesle, Paris
- 2016 : Le Théorème des quatre couleurs, premier festival des arts de rue de Pont-sur-Yonne
- 2016 : La Cave au Centre Culturel d'Engis, Belgique
- 2017 : La Cave au Centre Culturel de Flémalle, Belgique
- 2017 : La Cave, festival BAM ! de La Roche-en-Ardenne, Belgique

## Publications
En revue
- 2000 : Elle dans Rue Saint-Ambroise no 6 hiver 2000
- 2001 : Le Bébé d'Aldo dans Rue Saint-Ambroise no 7 printemps 2001
- 2010 : Final Cut dans Littérales no 7 2010  (ISSN 1766-2397)
- 2011 : L'Homme aux cheveux orange, Le vieux port, Ballade à la princesse débauchée qui a scandalisé toute la cour et Robot triste dans Littérales no 8 2011  (ISSN 1766-2397)

En recueil
- 2013 : Nouvel Entretien très indiscret d'un philosophe avec la Maréchale de *** dans Diderot pour tout savoir, éditions Les Cahiers de l'Egaré  (ISBN 978-2-35502-042-1)
- 2015 : La Pièce anglaise espagnole dans Cadavres exquis, Cervantes Shakespeare, éditions Les Cahiers de l'Egaré  (ISBN 978-2-35502-052-0)
- 2015 : Masque dans Elle s'appelait Agnès, éditions Les Cahiers de l'Egaré

Théâtre
- 2014 : La Cave, éditions L'Œil du Prince  (ISBN 978-2-35105-116-0)

Histoire
- 2017 : No Future une histoire du punk, éditions Perrin  (ISBN 978-2-262-03983-7)[50]

## Distinctions et Prix
- En 2009 : élection à la Commission du Droit de Communication de la SACD
- En 2009 : lauréate de l'Association Beaumarchais pour la pièce radio Inconsolable[51]
- En 2009 : diffusion en avant-première à Longueur d'Ondes[52], le Festival de la Radio et de l'Écoute de Brest, de La Bataille de Brest[53] représentant France Inter
- En 2010 : élection à la Présidence de la Commission du Droit de Communication de la SACD pour l'année 2010/2011
- En 2011 : réélection à la Présidence de la Commission du Droit de Communication de la Société des auteurs et compositeurs dramatiques[54] pour l'année 2011/2012
- En 2015 : Prix SACD Radio[55]